# Yu Garden

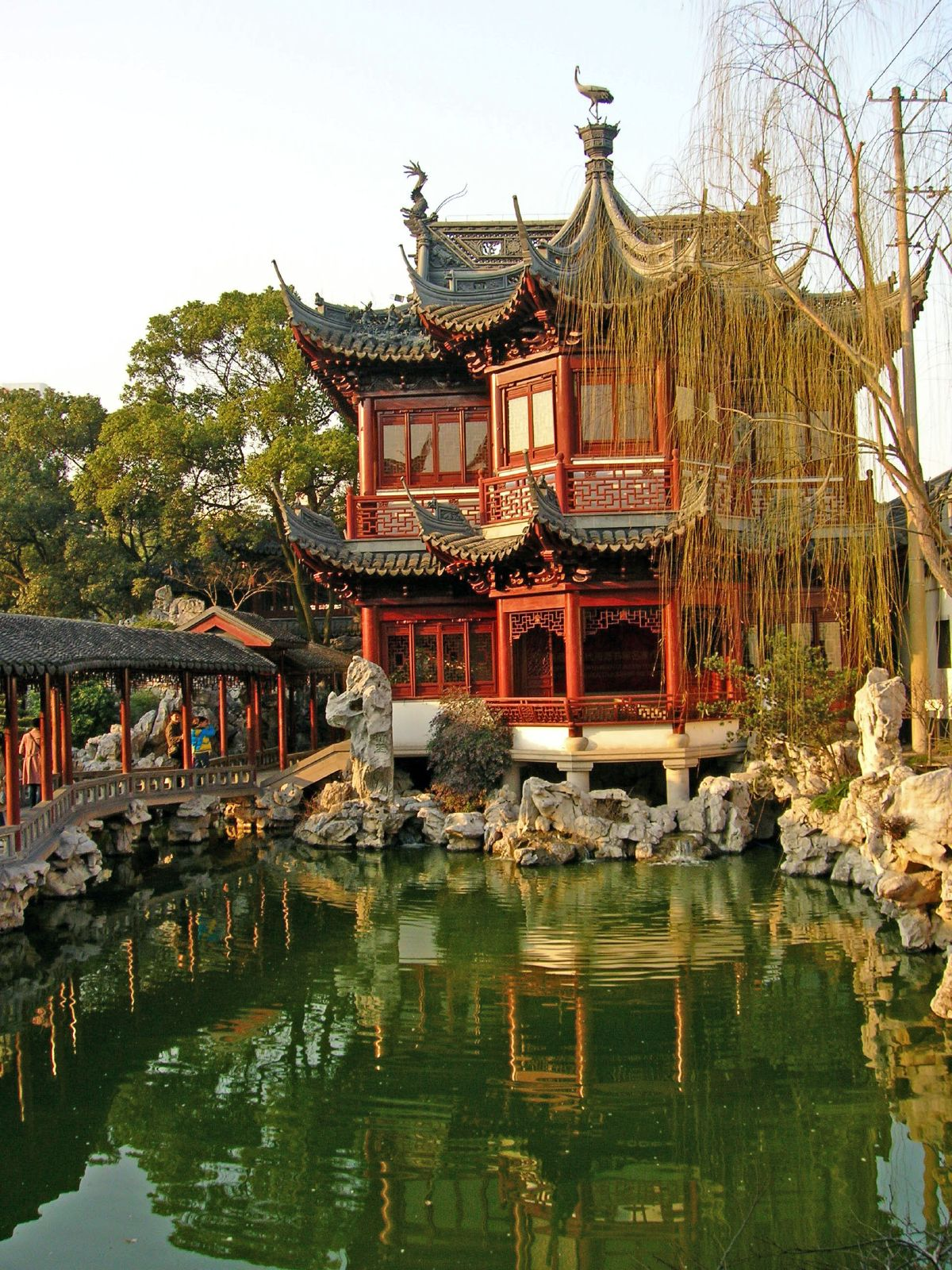
Yu Garden

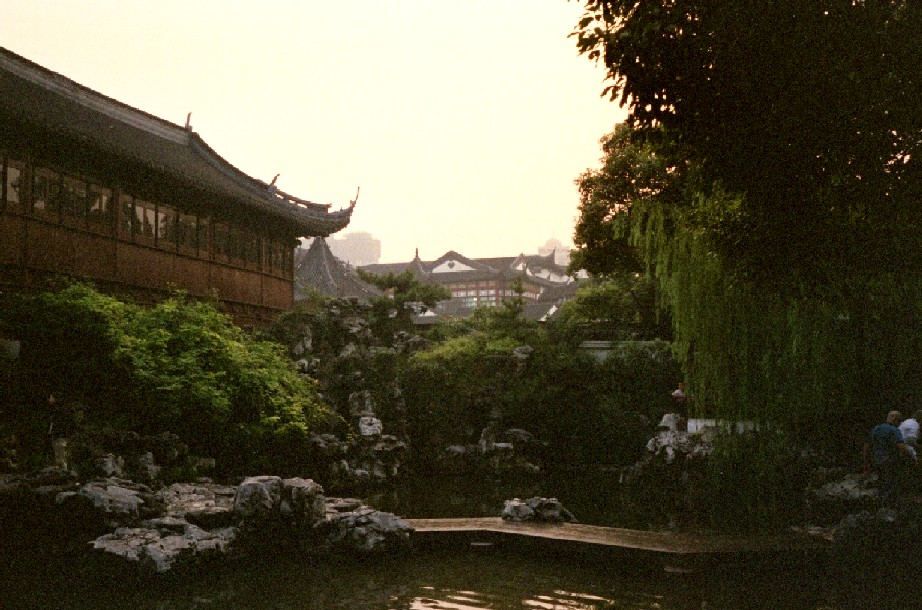
Yu Garden

Yu Garden är centralt beläget i gamla stan i Huangpu-distriktet Shanghai. Det räknas som den vackraste och mest kända trädgården i området. Parken anlades så tidigt som år 1559 som en privat trädgård. Trädgården växte igen och förföll fram till 1760 då den köptes upp. 1842, under första opiumkriget med Storbritannien så ockuperades trädgården. 1942 skadades trädgården svårt av japanska trupper. Shanghais regering reparerade skadorna och öppnade parken för allmänheten 1961. 1982 blev parken nationellt monument. Idag är Yu Garden en av Shanghais allra största sevärdheter.

## Tunnelbana
| Linje | Station       |
| ----- | ------------- |
| 10    | Yuyuan Garden |